# Aida Yasuaki

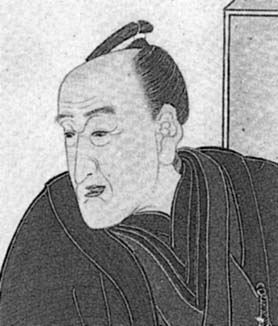

Aida Yasuaki (jap. 会田 安明; * 10. Februar 1747 in Dewa (heute Yamagata); † 26. Oktober 1817 in Edo, heute Tokyo), oder auch Aida Ammei (die sino-japanische Lesung seines Namens), war ein japanischer Mathematiker.
Aida wuchs im heutigen Yamagata im Norden von Honshū auf und ging 1769 nach Edo, dem heutigen Tokyo, um für den Shogun zu arbeiten. Im Jahre 1788  veröffentlichte Aida Yasuaki Sampo Tenshi Shinan, ein Buch über geometrische Probleme. Er arbeitete auch im Bereich der Zahlentheorie und verbesserte auf Seki Takakazu zurückgehende Methoden zur Behandlung von Kettenbrüchen.